# David Fox (Spieleentwickler)
David Fox (* 30. Dezember 1950 in Los Angeles) ist ein amerikanischer Multimedia-Produzent, der als Gamedesigner und Programmierer an diversen frühen LucasArts-Spielen mitgewirkt hat. Er und seine Frau Annie Fox entwickeln gemeinsam Lernsoftware, erstellen Inhalte zum Thema Emotionale Intelligenz und zu neuen Technologien. Außerdem schreiben sie Bücher für Kinder und Jugendliche.

## Frühe Werke
Fox lebt in der Bay Area (Gebiet der Bucht von San Francisco). Im Alter von 11 Jahren erstellte er seinen ersten 8-mm-Zeichentrickfilm aus einem Stapel von Trickfilmfolien der Familie-Feuerstein-Zeichentrickserie, die er in einem Mülleimer der Hanna-Barbera-Filmstudios gefunden hatte.
Er studierte Maschinenbau an der Universität von Kalifornien in Los Angeles und Humanistische Psychologie an der Sonoma State University, wo er seinen Bachelor erhielt. 1977 gründeten Fox und seine Frau Annie zusammen das Marin Computer Center, das weltweit erste öffentlich nutzbare Mikrocomputer-Zentrum. Zudem war Fox als Mitautor an den Büchern Computer Animation Primer, Armchair BASIC und Pascal Primer beteiligt.

## LucasArts
Die Arbeit an den genannten Büchern verschaffte ihm eine Anstellung als Gründungsmitglied der Computerspieleabteilung bei Lucasfilm (Lucasfilm Games, später in LucasArts umbenannt). Zehn Jahre lang wirkte er dort als Designer, Projektleiter und Programmierer an den Spielen Rescue on Fractalus, Labyrinth, Zak McKracken and the Alien Mindbenders sowie Indiana Jones and the Last Crusade mit. Zusammen mit Ron Gilbert programmierte er das Point-and-Click-Adventure Maniac Mansion.
In seinen letzten zwei Jahren bei LucasArts war er als Manager für die in Entwicklung befindliche Unterhaltungssoftware Mirage verantwortlich. Dabei handelte es sich um eine Zusammenarbeit von LucasArts und der Hughes Aircraft Company. Das netzwerkbasierte Mehrspieler-Entertainment-System war für Freizeitparks vorgesehen, doch wie diverse andere frühe Lucasfilm-Projekte war es zu dieser Zeit zu kostspielig für den Markt.

## Talk City
Nach seiner Zeit bei LucasArts war Fox als Senior Gamedesigner bei Rocket Science Games tätig und wirkte anschließend als selbständiger Berater an diversen Spielen mit. 1996 wechselte er zu LiveWorld Inc./Talk City, einem Internet-Community-Anbieter und war dort als Director of Kids and Entertainment Programming tätig. Während seiner Anstellung in diesem Unternehmen produzierte er The InSite, eine Website für die Selbstwertsteigerung von Jugendlichen, und wurde Director of New Content.
2001 wechselte er zu Xulu Entertainment, wo er für Immersive Gaming zuständig war, und produzierte deren Motion-Simulation-Projekt. Anschließend designte und produzierte er den Prototyp eines Lernspiels für Learning Friends, welcher von der William and Flora Hewlett Foundation finanziert wurde.

## Weitere Projekte
Im Vorfeld der Präsidentschafts-Vorwahl 2004 war David Fox in Howard Deans Medienteam aktiv. Er war verantwortlich für die zugehörige Website und erstellte ein Blog für Simon & Schuster zu Deans Buch Winning Back America. Seitdem hat Fox in Zusammenarbeit mit dem Grafikdesigner Daniel Will-Harris verschiedene Websites für Autoren wie David McCullough oder Terry Gamble entwickelt.
Von 2005 bis 2011 war er Director of Production für NewsTrust, ein Dienstleistungsunternehmen, welches erfahrene Journalisten und Volontäre zusammenbringen sollte.
Fox entwickelt Apps für den iTunes App Store. Eines dieser Spiele ist Rube Works: The Official Rube Goldberg Invention Game.
Im Dezember 2014 gab Ron Gilbert bekannt, dass David Fox zu seinem Team dazustößt, um als Programmierer, Skripter und Autor an der Entwicklung des Spiels Thimbleweed Park mitzuwirken. Das Spiel wurde am 30. März 2017 veröffentlicht.

## Ludografie
- 1984: Rescue on Fractalus
- 1986: Labyrinth
- 1987: Maniac Mansion
- 1988: Zak McKracken and the Alien Mindbenders
- 1989: Indiana Jones and the Last Crusade
- 1989: Pipe Dream
- 1994: Cadillacs and Dinosaurs: The Second Cataclysm
- 2014: Rube Works: The Official Rube Goldberg Invention Game
- 2017: Thimbleweed Park
- 2022: Return to Monkey Island